# 清慕陵
清慕陵（穆麟德轉寫：gūnihangga munggan）位於中国河北易縣的清西陵，是清宣宗道光帝的陵墓，在清泰陵西南12里的龙泉峪。
宣宗陵寝原本依据昭穆祧葬之制，建在清东陵的宝华峪。道光元年开工，历时七年，竣工后葬入孝穆成皇后。道光七年，因为发现地宫渗水，改在清西陵的龙泉峪营建陵寝，原宝华峪陵寝拆毁。
慕陵于道光十一年（1831年）开工，道光十五年（1835年）竣工。内葬宣宗道光皇帝、孝穆成皇后、孝慎成皇后、孝全成皇后。其规模较小，没有方城、明楼、圣德神功牌楼、华表、石像生，但是工程坚固精细。隆恩殿用金丝楠木构造，不施彩绘。围墙不挂灰、不涂红，墙顶以黄琉璃瓦覆盖。
道光十五年慕陵工程竣工时，依惯例未命名陵名。是年道光帝拜谒泰陵、昌陵、并巡视龙泉峪皇陵工程，在隆恩殿月台上题写朱谕：“敬瞻东北，永慕无穷，云山密迩，呜呼，其慕与慕也！”。东北即泰陵、昌陵方向。道光三十年道光帝去世后，咸丰帝诏谕内阁“龙泉峪陵名应敬称慕陵”，并将道光帝朱谕刻在慕陵宝顶前石牌坊的背面。
雖然慕陵在外觀上體現了“節儉”之意，但其建築形式和材質的使用卻異常精美。其圍墻采用磨磚對縫( 古代漢族建築中的一種高級建築工藝，即將毛磚砍磨成邊直角正的長方形等，砌築成牆時，磚與磚之間干擺灌漿，牆面不掛灰、不塗紅，整個牆面光滑平整，嚴絲合縫 )，乾擺灌漿到頂做法；隆恩殿、東西配殿所有木構件全部採用珍貴的金絲楠木，不飾彩畫，外露楠木本色，直接在楠木上以蠟塗燙，並在天花、雀替、槅扇、門窗上裝飾了 1,318條楠木雕龍，僅隆恩殿就有雕龍 1,096條。隆恩殿的每一塊天花板都是一件雕龍藝術的傑作。匠師們用高浮雕加鏤空的手法刻成在雲霧中舞動俯視的遊龍，龍頭突出平面達半尺多高，張口鼓腮，仿佛群龍聚會，遨遊天際。慕陵兩建一拆，共耗銀440多萬兩，超過了西陵的任何一座陵墓。
妃園寢稱慕東陵，內葬有孝靜成皇后和其餘妃嬪。